# Nyomoz a vőlegény
A Nyomoz a vőlegény (eredeti cím: The Man from the Diners' Club)  1963-ban bemutatott vígjáték Frank Tashlin rendezésében Danny Kaye és Telly Savalas főszereplésével.

## Cselekménye
1960-as évek, Los Angeles, USA
Egy Diners' Club alkalmazott, Ernest Klenk (Danny Kaye) tévedésből egy kutyának utal ki hitelkártyát. Főnöke figyelmezteti, hogy a következő bakinál kirúgja. Az alkalmazott véletlenül egy adócsaló bűnözőnek, Ronald Pulardosnak (Telly Savalas) is kiutalja a kártyát, amit igyekszik visszaszerezni, amikor rájön, hogy mi történt.
Pulardos szeretne eltűnni az országból és Mexikóba akar utazni, azonban, bár egy fitneszklub tulajdonosa, nincs pénze az utazásra, másrészt tisztában van vele, hogy az FBI figyeli a pályaudvarokat és a repülőtereket. Pulardos testi specialitása, hogy a bal lába 3 cm-rel nagyobb a jobbnál. Pulardos kitalálja, hogy mivel egyik vendégének is éppen ilyen a testfelépítése, ezért egy bérgyilkossal megöleti úgy, hogy tűz üssön ki, de az áldozat lába megmaradjon. Így a nyomozók azt gondolnák, hogy ő, Pulardos halt meg, és nem nyomoznának tovább. A kiszemelt áldozat azonban egy közlekedési balesetben meghal.
Pulardos barátnője, „Cuki” igénylést ad be Pulardos nevében a Diners' Club-hoz, amit Ernest Klenk tévedésből engedélyez. Ernest Klenk főnöke titkárnőjének udvarol már évek óta, és eddig négy alkalommal halasztották el az esküvőt. Ezúttal a menyasszony ragaszkodik az időponthoz, ami néhány nap múlva, szombaton esedékes.
Pulardos gyorsan másik áldozatot szeretne, ezért álcázásból álláshirdetést ragasztanak ki a bejáratnál. Ernest Klenk eljut a klubhoz, és szintén álcázásból, jelentkezik az edzői munkára, hogy vissza tudja szerezni a kipostázott kártyát. Neki is a bal lába nagyobb, mint a jobb. Pulardos először úgy gondolja, hogy a Diners' Club kártya semmire sem jó, mert nem tud vele elutazni Mexikóba, de rájön, hogy repülőjegyet is rendelhet vele. A repülőtársaság alkalmazottja azonban a nevét és a kártyája számát kéri. Pulardos tudja, hogy így lebukna a repülőtéren, ezért azt találja ki, hogy Ernest Klenk nevében fog elutazni. Edzőjével ellopatja Klenk kártyáját, és két repülőjegyet rendel a nevében. Klenk eközben igyekszik visszaszerezni Pulardos kártyáját, ami Pulardos barátnőjénél, Cukinál van.

## Szereposztás
- Danny Kaye (Zenthe Ferenc) – Ernest Klenk, Diners' Club alkalmazott, aki tévedésből kiadja a kártyát
- Cara Williams (Kiss Mari) – Cuki, Pulardos barátnője
- Martha Hyer (Tímár Éva) – Lucy, Klenk menyasszonya
- Telly Savalas (Kristóf Tibor) – Ronald Pulardos, adócsaló, aki után az FBI nyomoz
- Everett Sloane (Egri István) – Mr. Martindale, a Diners Club főnöke
- Kaye Stevens (Dallos Szilvia) – Bea Frampton
- Howard Caine (Kautzky József) – Claude Bassanio
- George Kennedy (Láng József) – George
- Jay Novello (Verebes Károly) – Mooseghian
- Ann Morgan Guilbert (Czigány Judit) – Ella Trask
- Ronald Long (Képessy József) – Pap